# Nikolai Paslar
Nikolai Ivanovich Paslar –en búlgaro, Николай Иванович Паслар– (Taraclia, URSS, 12 de junio de 1980) es un deportista búlgaro de origen moldavo que compitió en lucha libre. Ganó dos medallas en el Campeonato Mundial de Lucha, oro en 2001 y bronce en 2005, y cuatro medallas en el Campeonato Europeo de Lucha entre los años 2000 y 2005.

## Palmarés internacional
| Campeonato Mundial | Campeonato Mundial | Campeonato Mundial | Campeonato Mundial |
| Año                | Lugar              | Medalla            | Categoría          |
| ------------------ | ------------------ | ------------------ | ------------------ |
| 2001               | Sofía (Bulgaria)   | Medalla de oro     | 69 kg              |
| 2005               | Budapest (Hungría) | Medalla de bronce  | 74 kg              |
| Campeonato Europeo |                    |                    |                    |
| Año                | Lugar              | Medalla            | Categoría          |
| 2000               | Budapest (Hungría) | Medalla de bronce  | 69 kg              |
| 2001               | Budapest (Hungría) | Medalla de bronce  | 69 kg              |
| 2002               | Bakú (Azerbaiyán)  | Medalla de bronce  | 66 kg              |
| 2005               | Varna (Bulgaria)   | Medalla de oro     | 74 kg              |